# Catherine McCormack
Catherine McCormack (Epsom, 3 de abril de 1972) é uma atriz britânica famosa por filmes como O Alfaiate do Panamá, 28 Weeks Later e Coração Valente.

## Biografia
Sua mãe morreu quando ainda era muito jovem, vítima de tuberculose e desde os seis anos de idade ela foi criada pelo pai, um metalúrgico.

## Carreira
Seu primeiro grande papel foi no filme Coração Valente, dirigido e estrelado por Mel Gibson, vencedor de várias categorias do Óscar. Porém, sua estréia foi no filme Loaded, dirigido por Anna Campion. Depois do sucesso de Coração Valente, McComarck fez uma série de papéis, com destaque para a interpretação de Francesca Deane no filme O Alfaiate do Panamá, além de interpretar o par romântico de Brad Pitt no filme Spy Game. Recentemente, participou do filme 28 Weeks Later, sequência do filme de Danny Boyle, 28 Days Later.

## Filmografia/Televisão
- Genius (série) (2017).... Marija Ruzic-Maric
- 28 Weeks Later (2007).... Alice Harris
- Renaissance (2006).... Bislane Tasuiev (voz)
- A Sound of Thunder (2005).... Sonia Rand
- Spy Game (2001).... Elizabeth Hadley
- O Alfaiate do Panamá (2001).... Francesca Deane
- The Weight of Water (2000).... Jean Janes
- Shadow of the Vampire (2000).... Greta
- Born Romantic (2000).... Jocelyn
- This Year's Love (1999).... Hannah
- Em Luta Pelo Amor (1998).... Veronica Franco
- The Land Girls (1998).... Stella
- Dancing at Lughnasa (1998).... Christina 'Chrissy' Mundy
- Deacon Brodie (1997) (TV).... Annie Grant
- Coração Valente (1995).... Murron MacClannough
- Tashunga (também conhecido como North Star) (1995).... Sarah
- Loaded (1994).... Rose